# Basílica de Santa María la Mayor (Bérgamo)
La basílica de Santa María la Mayor se encuentra en la ciudad italiana de Bérgamo.

## Historia

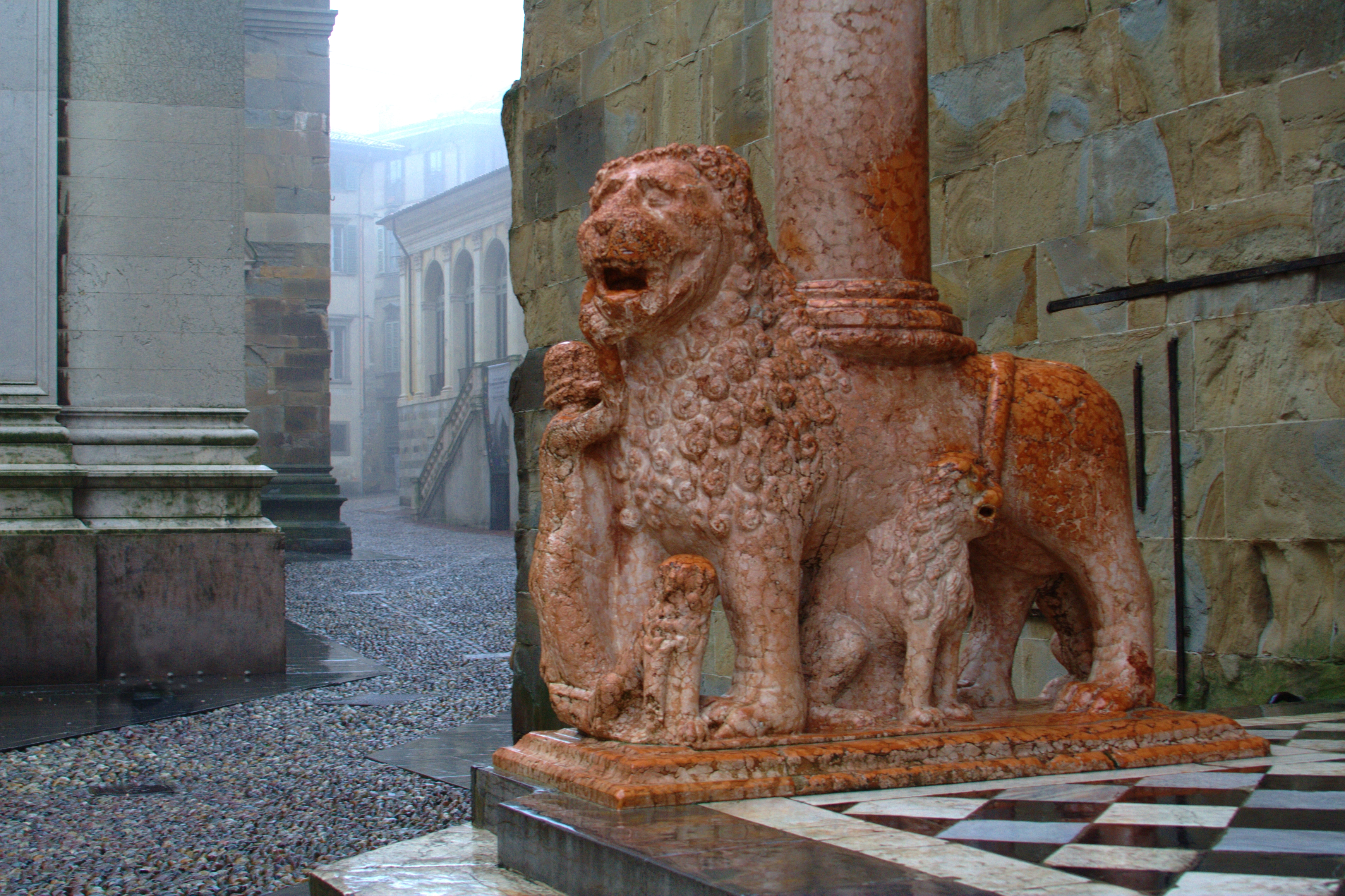
Detalle de uno de los leones.

Fue fundada en 1137 en el lugar en el que se encontraba otra antigua iglesia del siglo VIII dedicada a Santa María; esta iglesia se había construido sobre un templo romano dedicado a la clemencia.
El altar mayor se consagró en 1185 y en el 1187 se terminaban las obras del presbiterio y de las alas del transepto. Por problemas económicos, las obras quedaron paralizadas durante los siglos XIII y XIV. La torre de la iglesia se inició en 1436 y su construcción finalizó a finales del siglo XV. Entre 1481 y 1491 se añadió una nueva sacristía después de que la original fuera destruida por Bartolomeo Colleoni para erigir su propio mausoleo, la Capilla Colleoni.
En 1521, Pietro Isabello finalizó el portal del sudoeste, conocido como Porta della Fontana. El edificio fue modificado y restaurado en el siglo XVII.

## Edificio
La iglesia  se abre en la piazza del Duomo por su parte izquierda. La fachada principal no tiene entrada y estuvo en origen unida con el palacio episcopal. El exterior de la basílica conserva la estructura arquitectónica original de estilo lombardo-románico. Se puede acceder al templo por dos entradas: la de Giovanni da Campione (1353) y la porta della Fontana de Isabello.
El ábside principal está coronado por una loggia cubierta con bóveda de cañón. La loggia está delimitada por dos frisos con dibujos geométricos y de vegetales. Tiene arcos ciegos con semi columnas. Los capiteles tienen también motivos vegetales con la excepción de uno que está decorado con ángeles con las trompetas del Juicio Final.
El ábside del transepto tiene una estructura muy parecida a la del principal.
Destaca el nártex del transepto izquierdo, obra de Giovanni de Campione, soportado por columnas que se encuentran sobre unos leones de mármol de Verona. El arco tiene un friso con escenas de caza mientras que la bóveda está decorada con escudos policromados. En el pórtico se pueden ver estatuas de santa Bárbara, san Vicente y san Alejandro. Dentro de un nicho de estilo gótico se encuentra la Madonna col Bambino, obra de Andreolo de' Bianchi (1398). El nártex del transepto de la derecha es también de Campione y tiene una estructura muy similar. Las columnas están soportadas por leones de mármol blanco. Tiene relieves de Cristo coronado y de pájaros en el baptisterio.

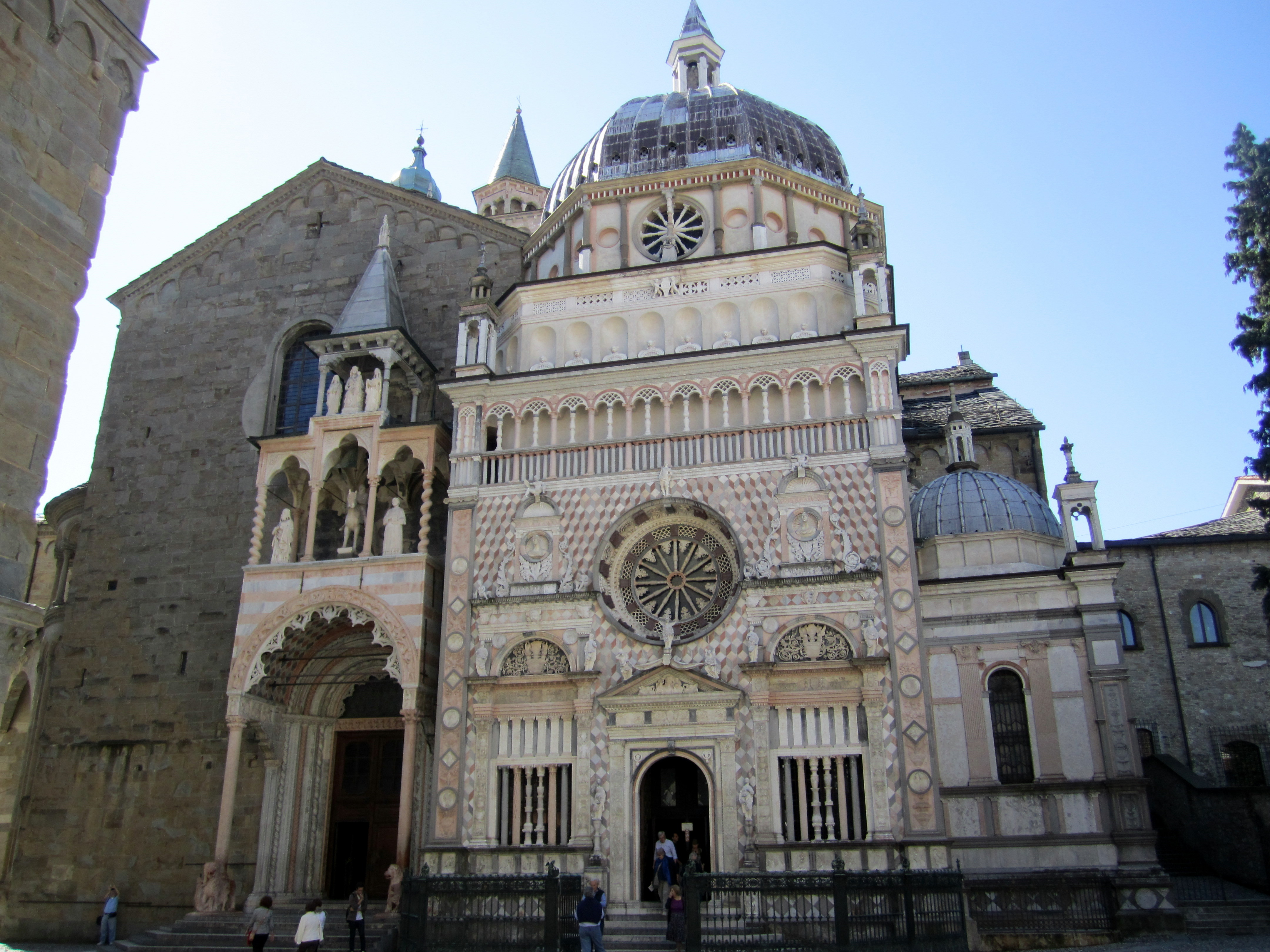
Portada del lado norte, con la capilla Colleoni a la derecha
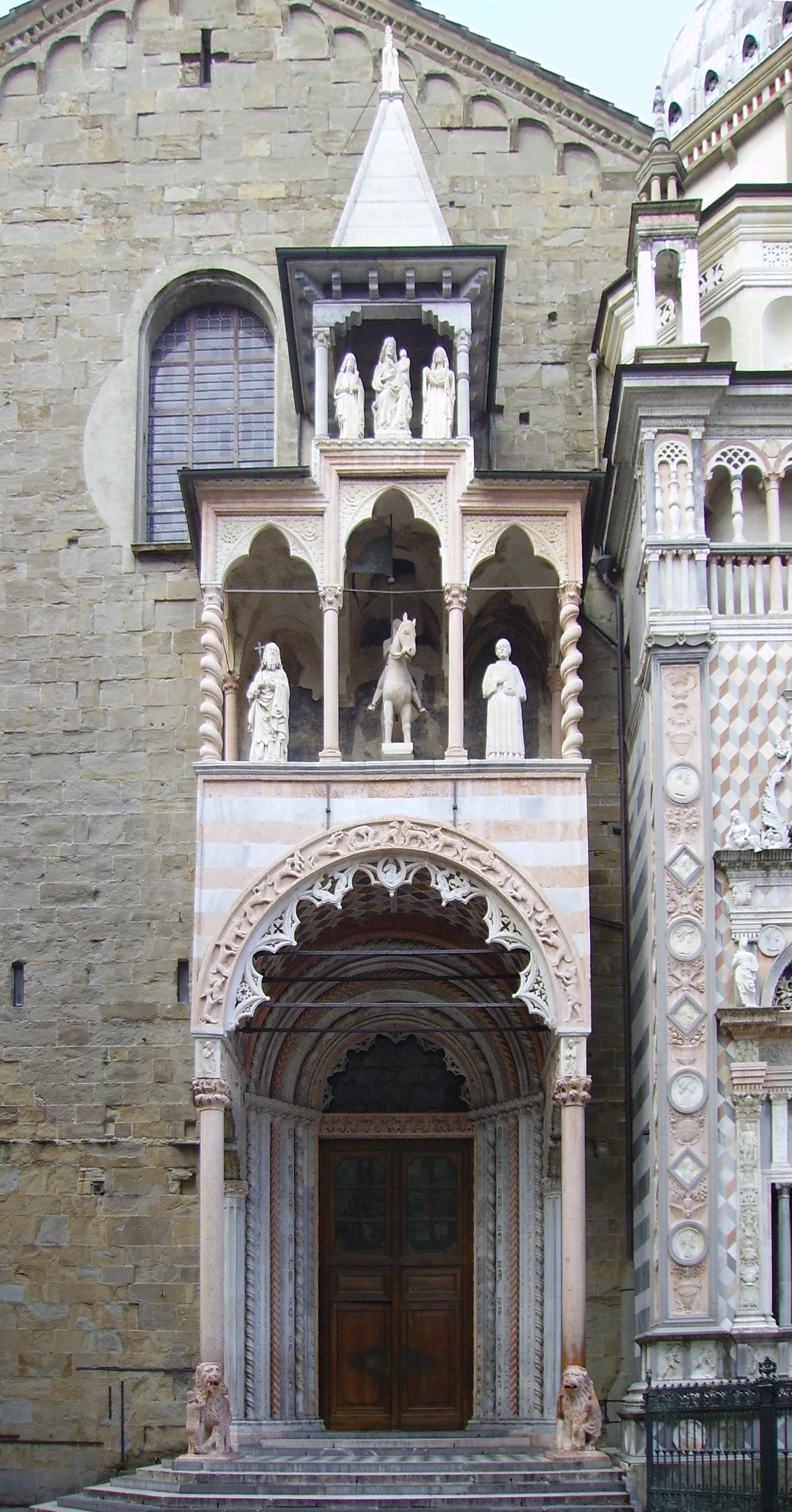
Portada de los leones rojos en el lado norte
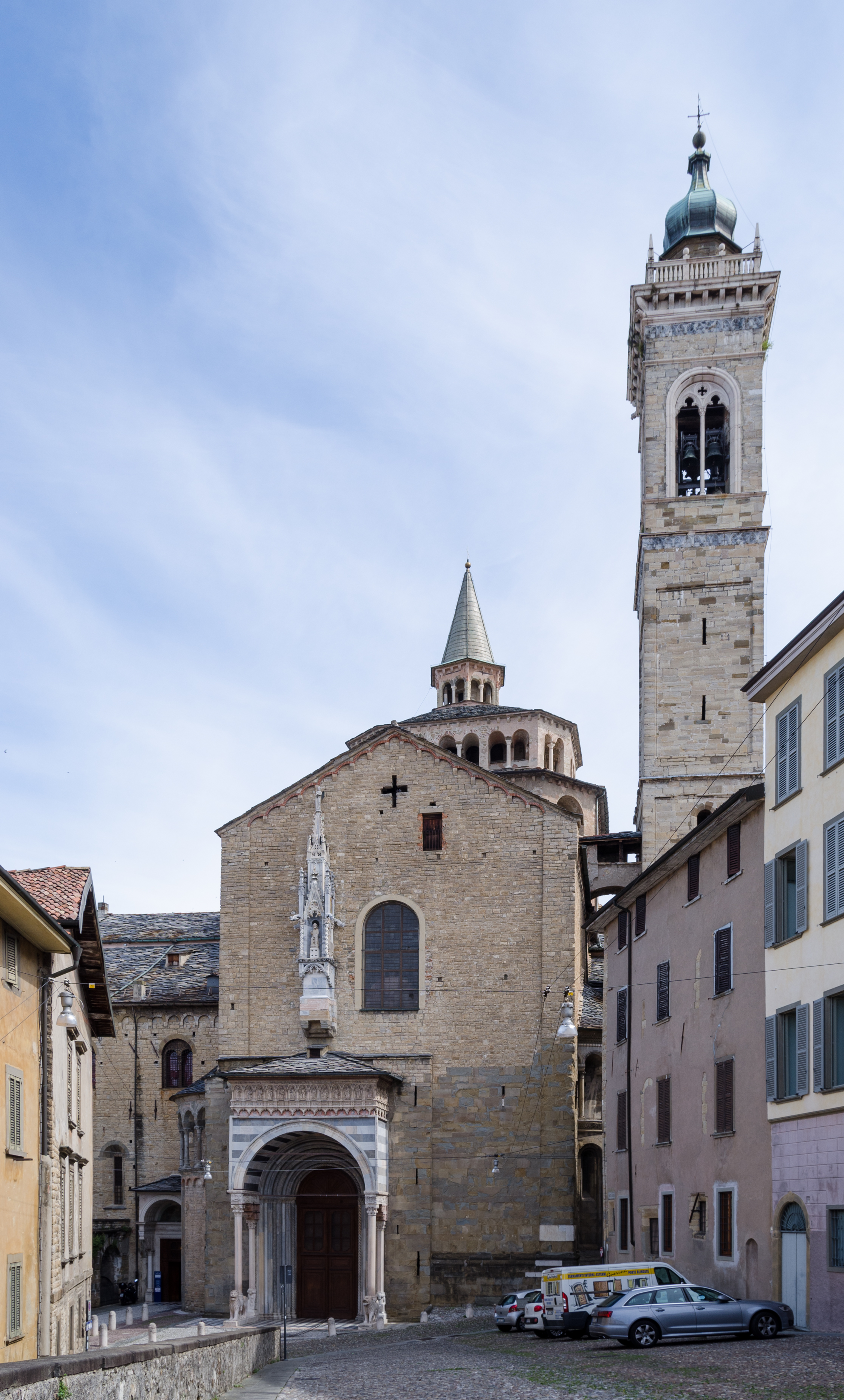
Portada de los leones blancos en el lado sur
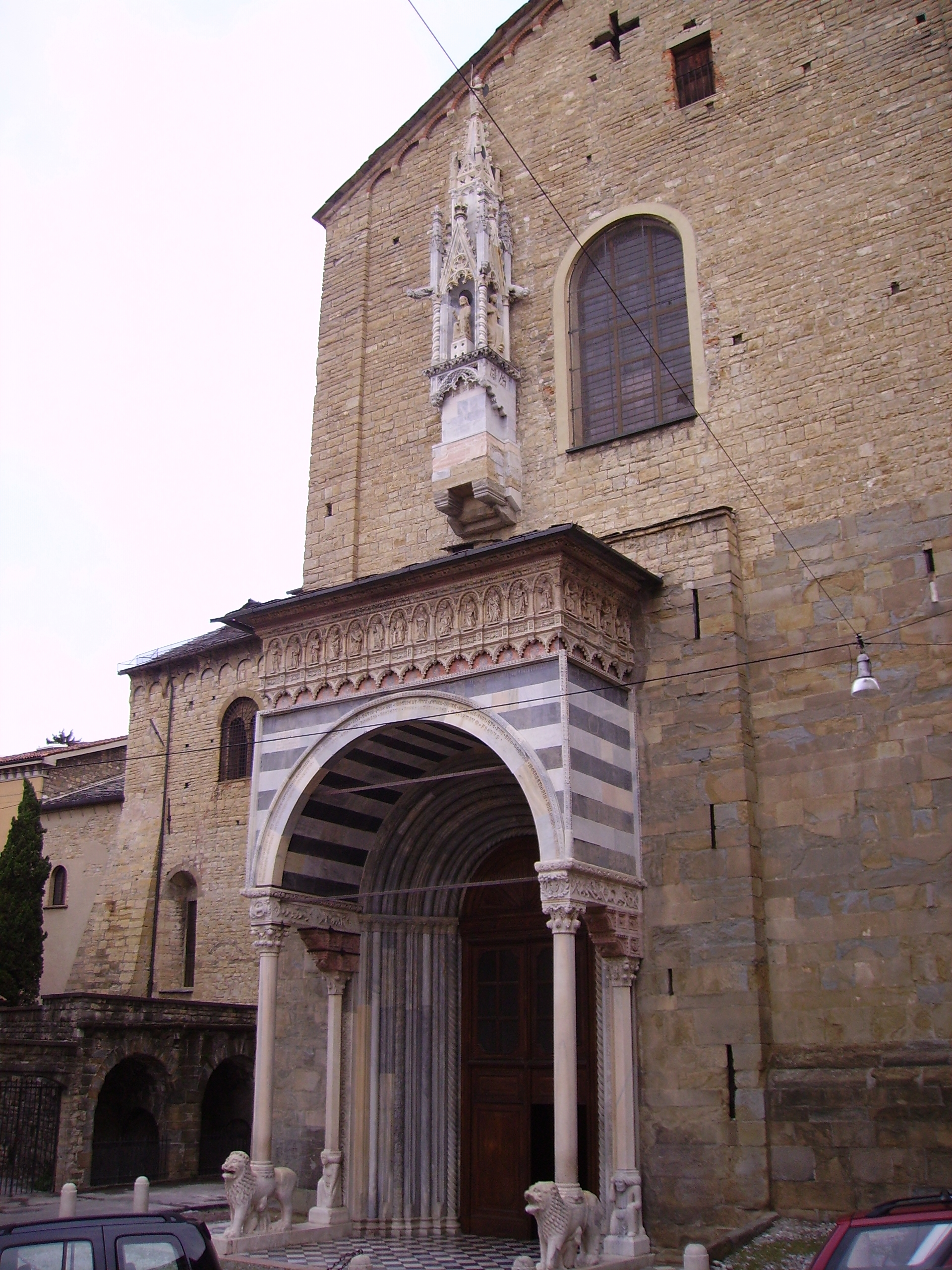
Portada de los leones blancos
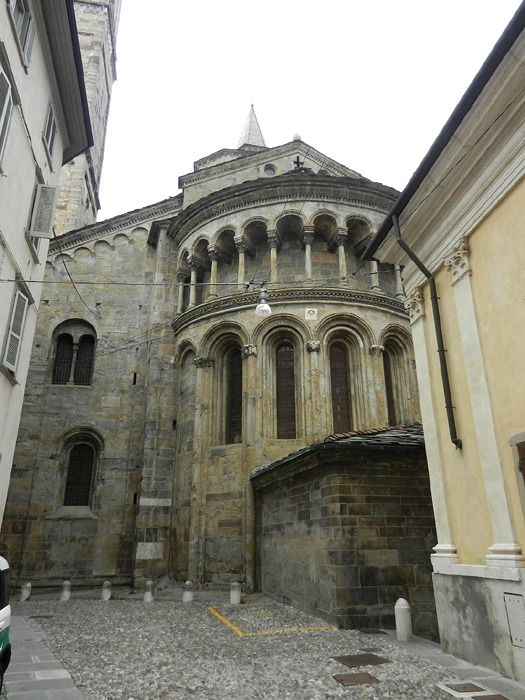
Ábside
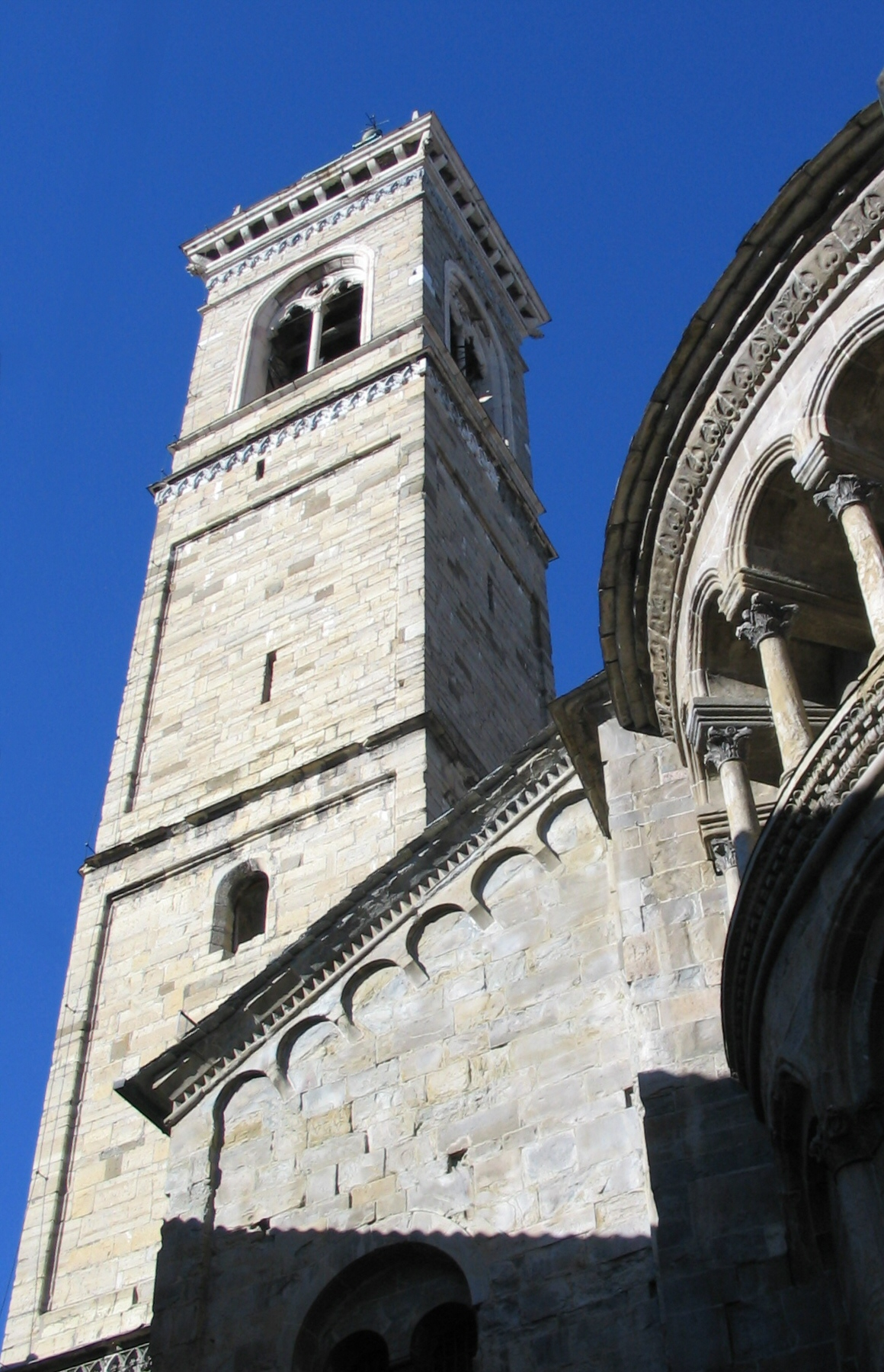
Campanario

### Interior
El interior conserva la planta original de cruz griega, con una nave y dos pasillos dividios por pilastras que culminan en un ábside. La decoración, sin embargo, es fruto de la renovación barroca realizada en el siglo XVII.
La paredes están decoradas con tapices; algunos fueron realizados en Florencia (1583-1586) por Alessandro Allori; otros son de origen flamenco, como el que representa la vida de María. Juanto al tapiz de la crucifixión (hecho en Amberes  en 1698), se encuentra la pintura de Luca Giordano con el tema del Paso del Mar Rojo fechada en 1691.
A la izquierda de la entrada se encuentra el sepulcro del cardenal Guglielmo Longhi, obra de Ugo da Campione (1319-1320). En la pared posterior está la tumba del compositor Gaetano Donizetti, de Vicenzo Vela (1855)  y de su maestro Simon Mayr. Al inicio del pasillo de la izquierda se encuentra el confesionario barroco esculpido por Andrea Fantoni en 1704. Un crucifijo del siglo XIV preside el presbiterio, donde está el coro diseñado por Bernardino Zenale y Andrea Previtali. Los relieves con relatos bíblicos fueron realizados entre 1524 y 1555 por Lorenzo Lotto que se caracterizan por el efecto policromado obtenido al utilizar diferentes tipos de madera.
El lado derecho del transepto figuran frescos de autor desconocido, que recuerdan a Giotto, con escenas de la vida de san Egido (san Gil), la Última Cena y el Árbol de la Vida, aunque están parcialmente cubiertos por un fresco del siglo XVII.

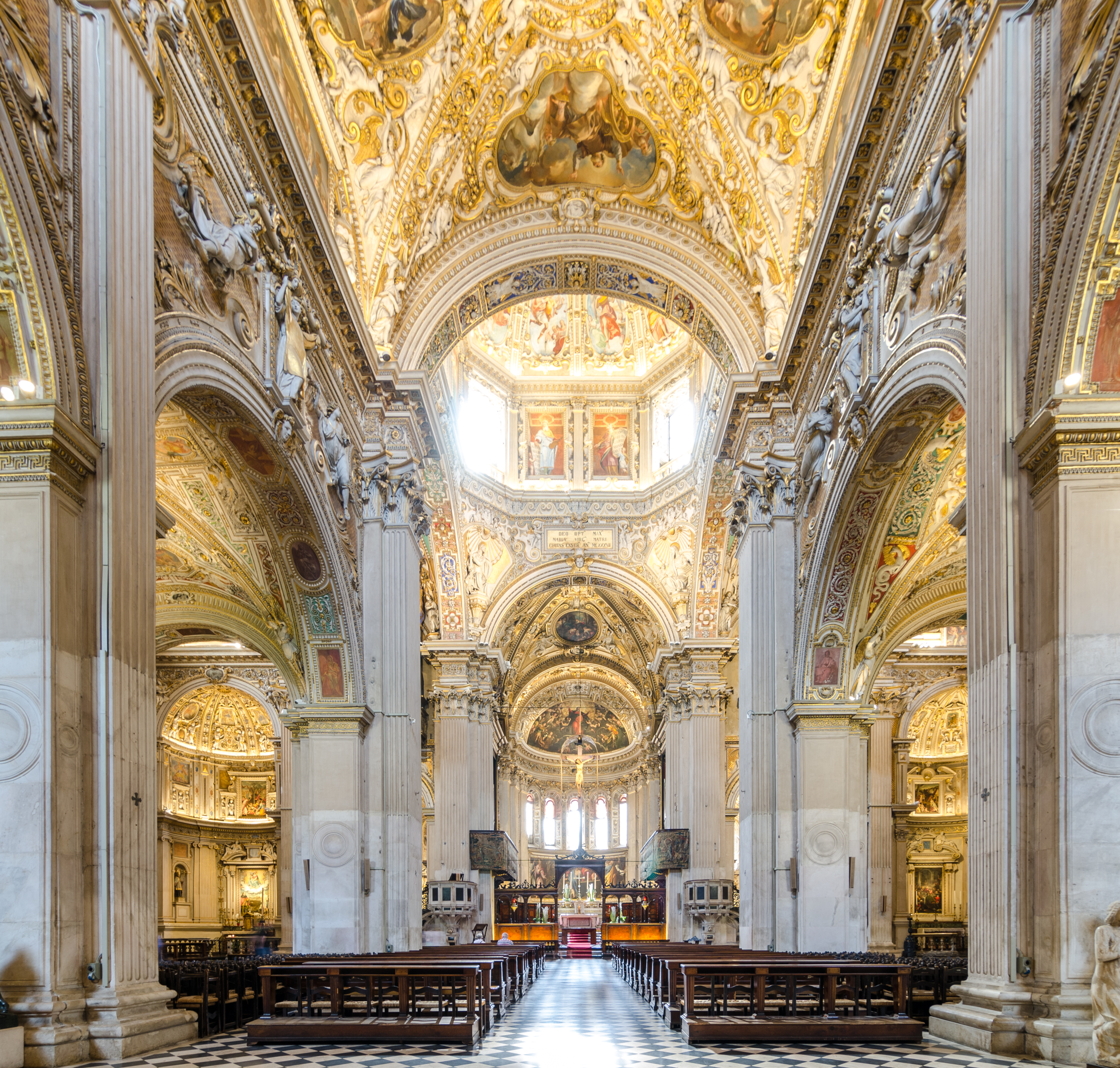
Interior del templo
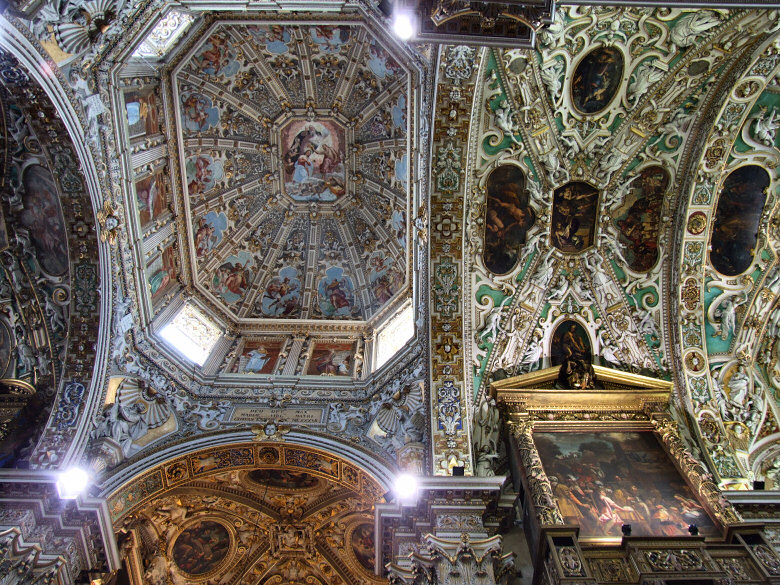
Cúpula del transepto
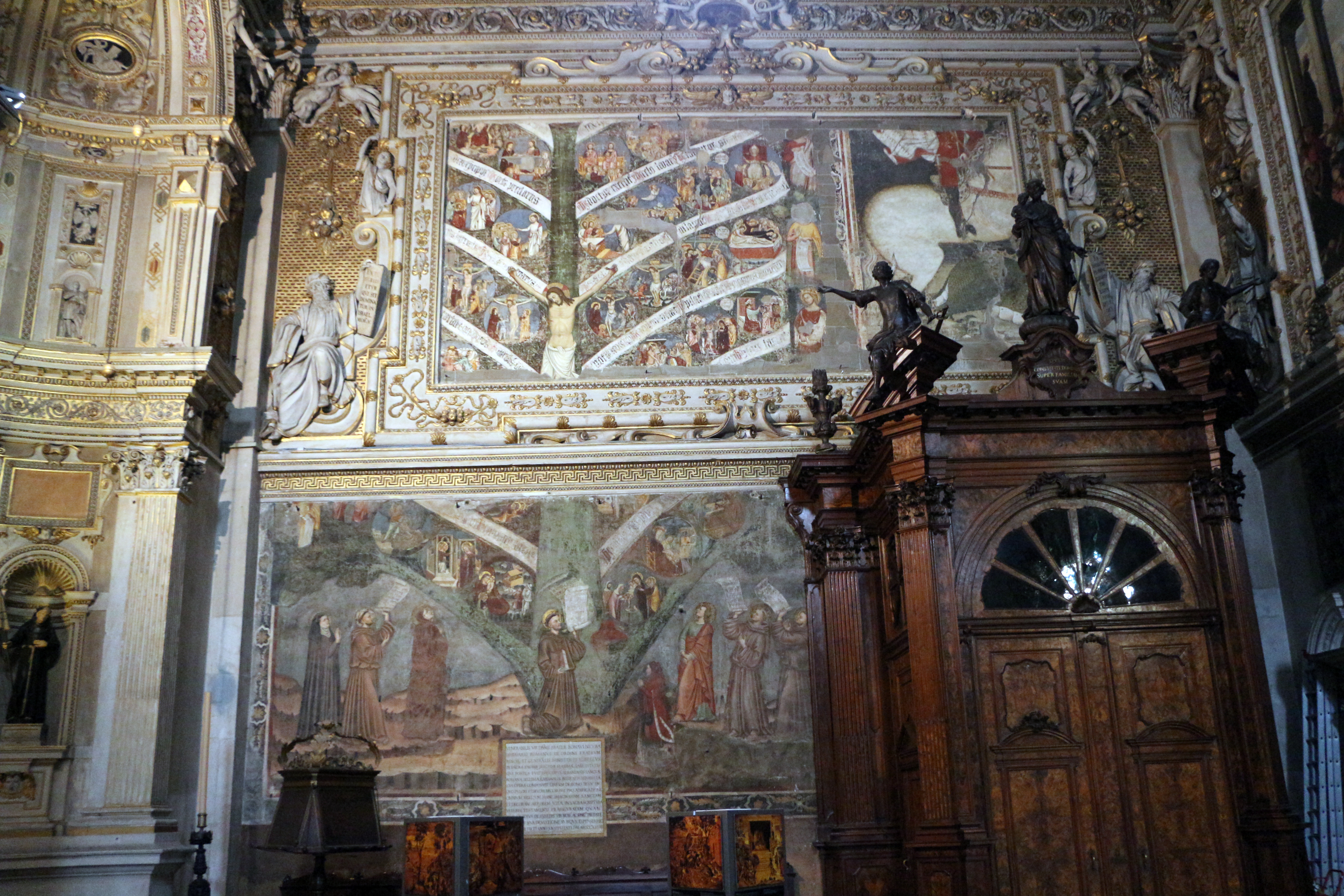
Pintura mural del Árbol de la Vida (1347)
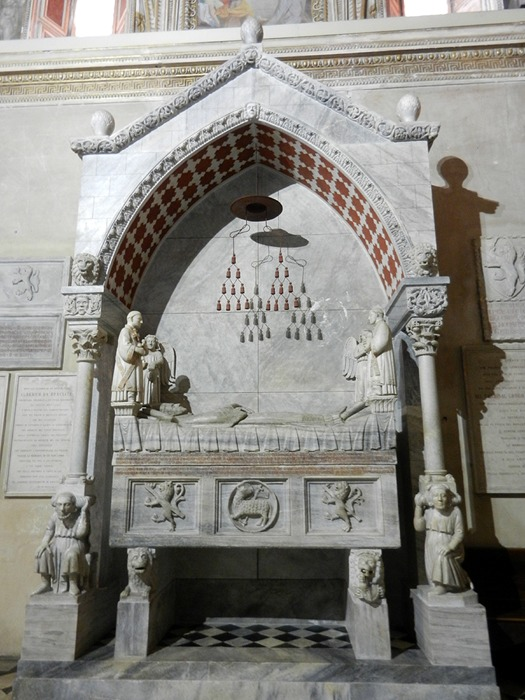
[[Monumento funebre al cardinale Guglielmo Longhi|Sepulcro del cardenal Guglielmo Longhi (1320)
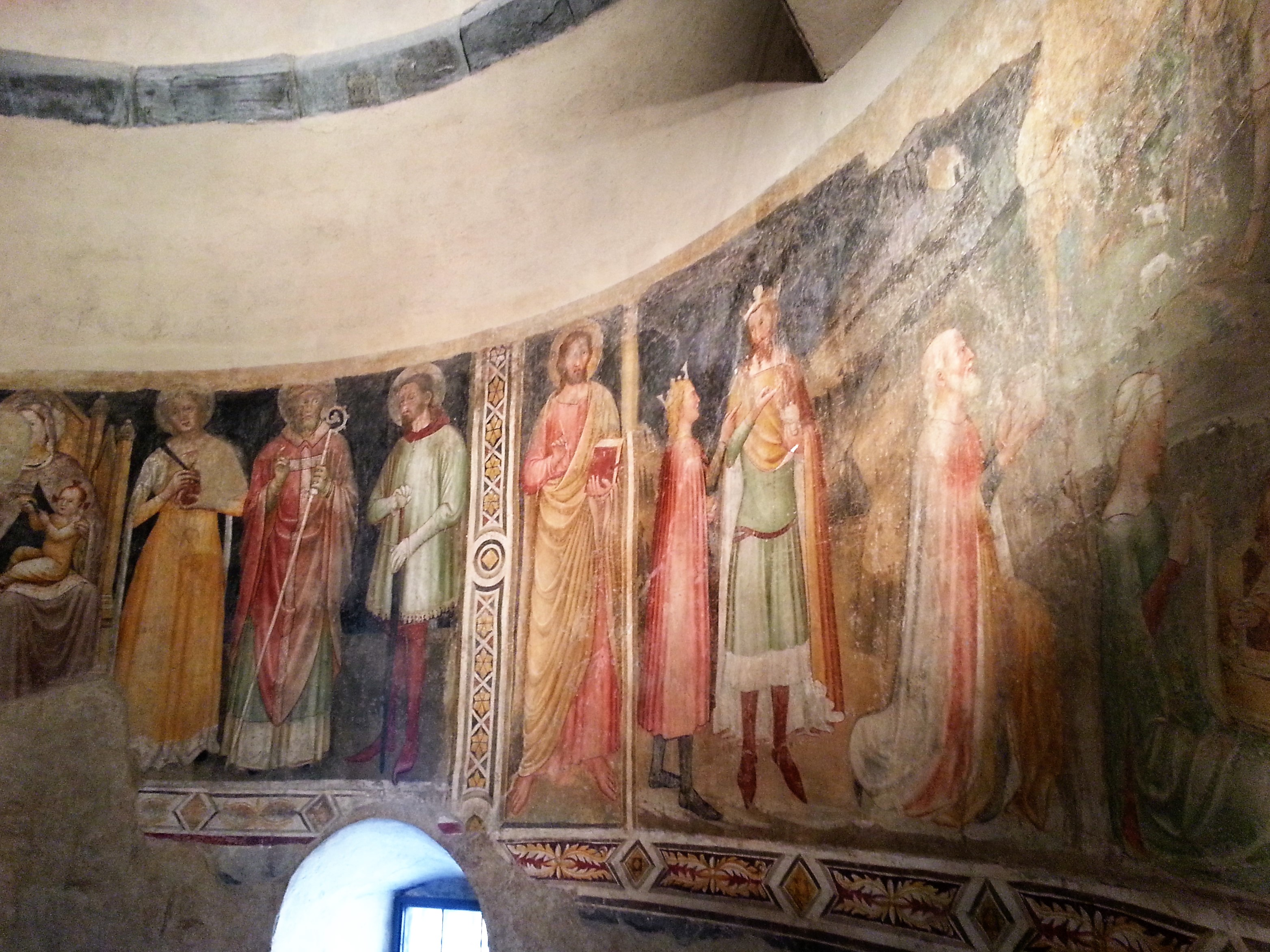
Pinturas murales (Siglo XIV)
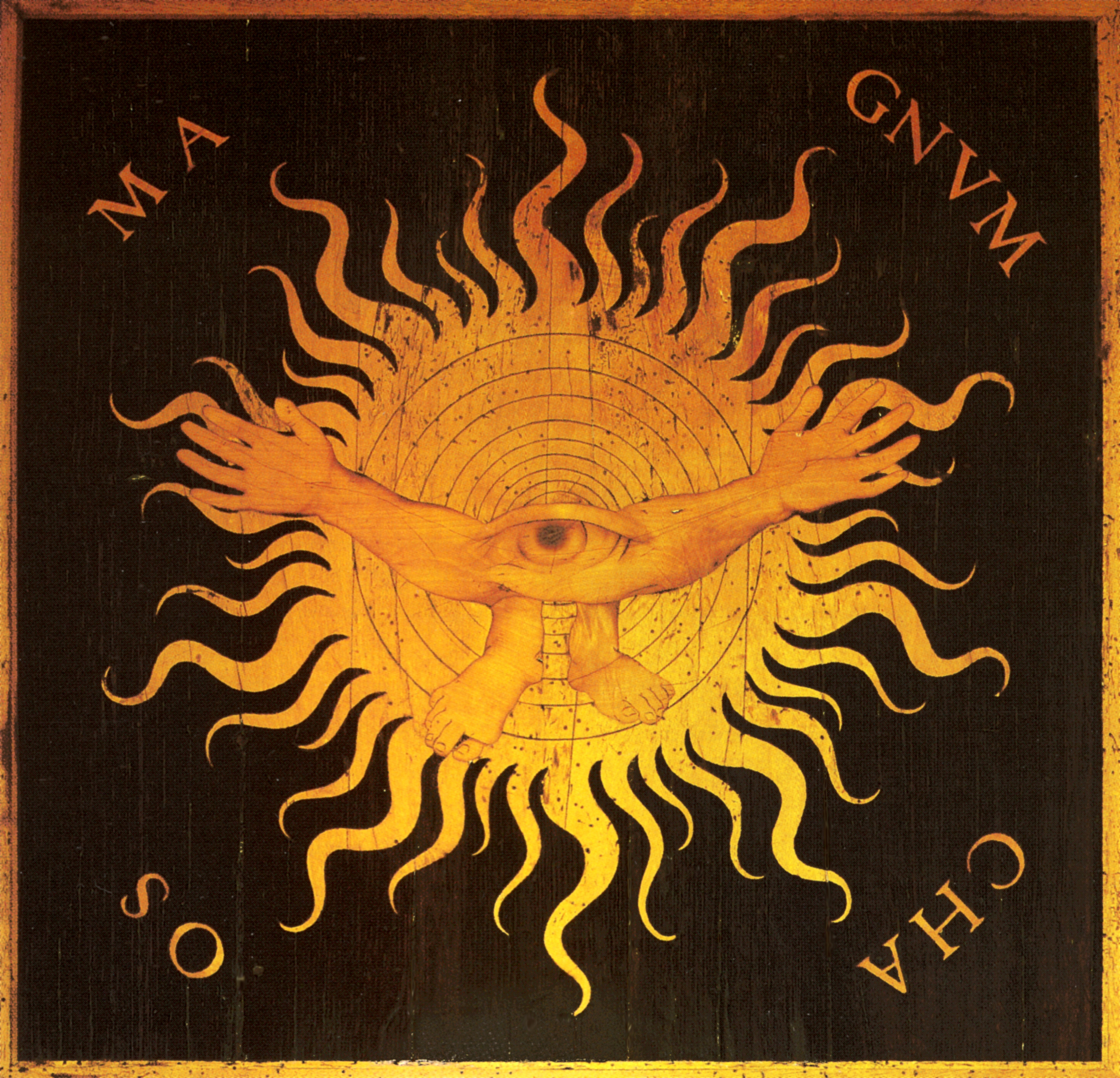
[[Creazione (Lotto)|La Creación del mundo, taracea del coro (hacia 1540)
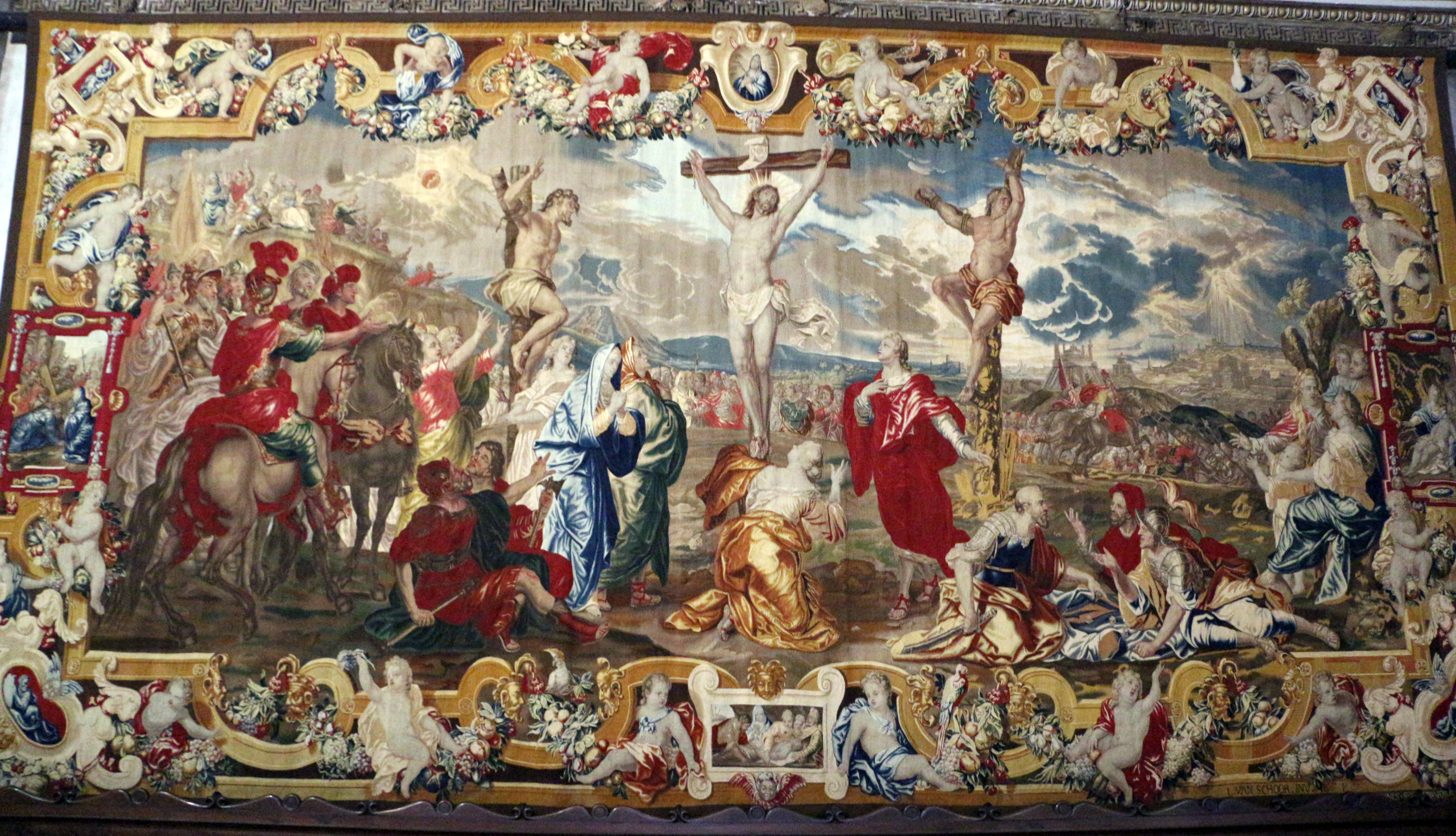
La Crucifixión de Ludwig van Schoor (1698)
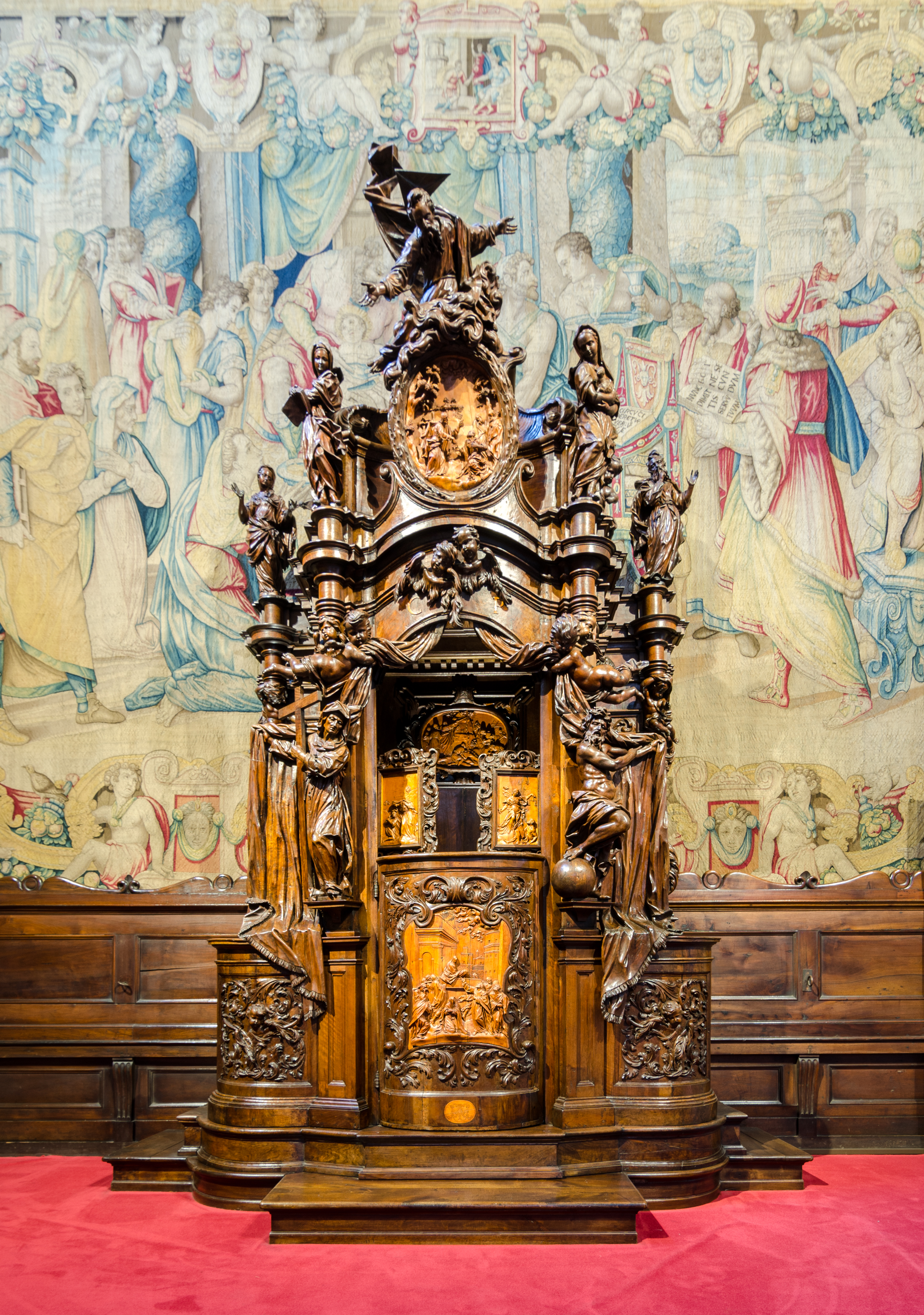
Confesionario, obra de Andrea Fantoni (1704)
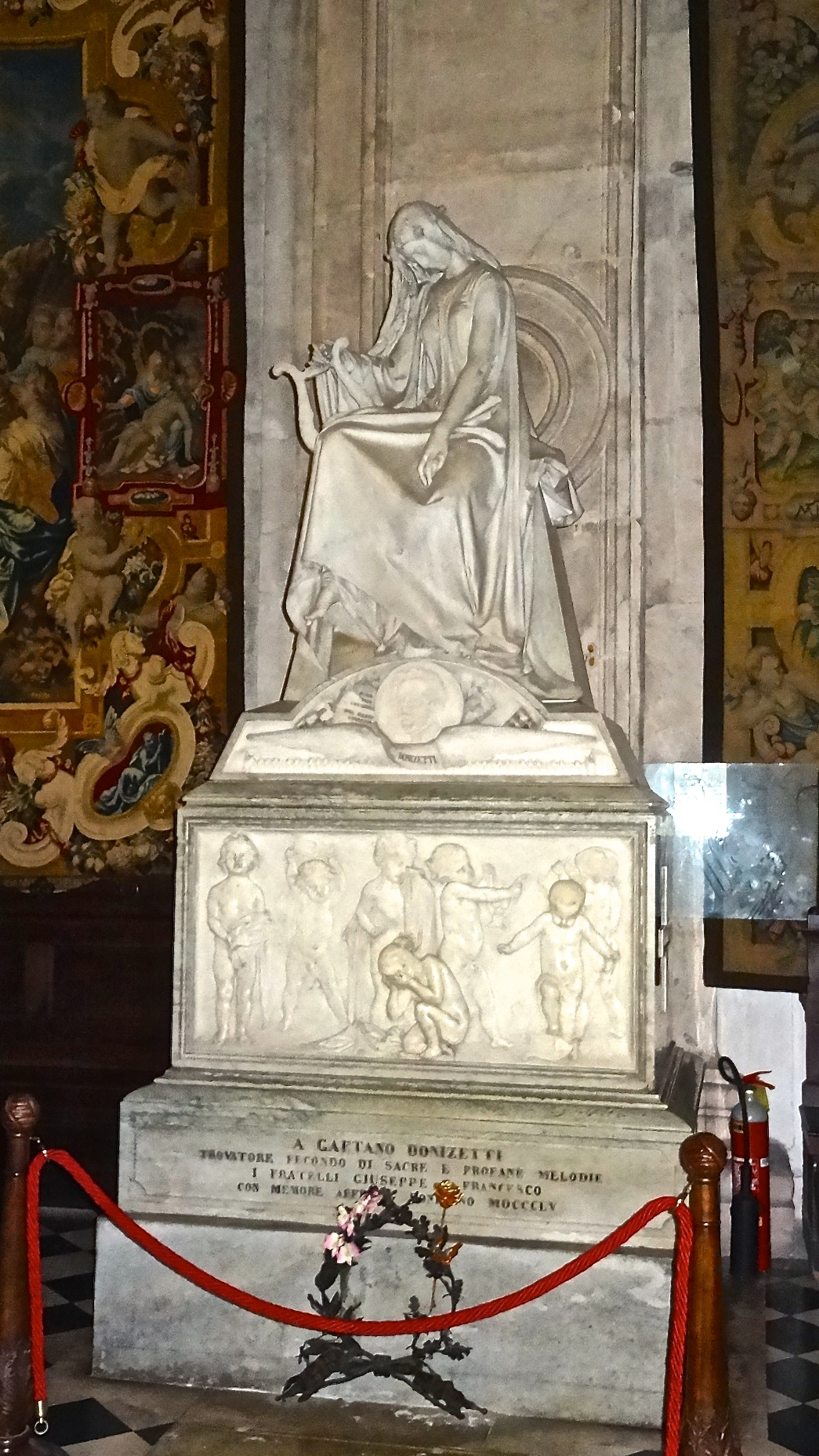
Sepulcro de Gaetano Donizetti (1855)

- Datos: Q2001128
- Multimedia: Santa Maria Maggiore (Bergamo) / Q2001128